# Pseudostreblosoma serratum
Pseudostreblosoma serratum är en ringmaskart som beskrevs av Anne D. Hutchings och Murray 1984. Pseudostreblosoma serratum ingår i släktet Pseudostreblosoma och familjen Terebellidae. Inga underarter finns listade i Catalogue of Life.